# Siniscola
Siniscola is een gemeente in de Italiaanse provincie Nuoro (regio Sardinië) en telt 11.130 inwoners (31-12-2004). De oppervlakte bedraagt 199,9 km², de bevolkingsdichtheid is 56 inwoners per km².

## Demografie
Siniscola telt ongeveer 4420 huishoudens. Het aantal inwoners steeg in de periode 1991-2001 met 5,6% volgens cijfers uit de tienjaarlijkse volkstellingen van ISTAT.
| Jaar | Inwoneraantal |
| ---- | ------------- |
| 1991 | 10.377        |
| 2001 | 10.954        |

## Geografie
Siniscola grenst aan de volgende gemeenten: Irgoli, Lodè, Lula, Onifai, Orosei, Posada, Torpè.

## Geboren en/of woonachtig (geweest) in Siniscola

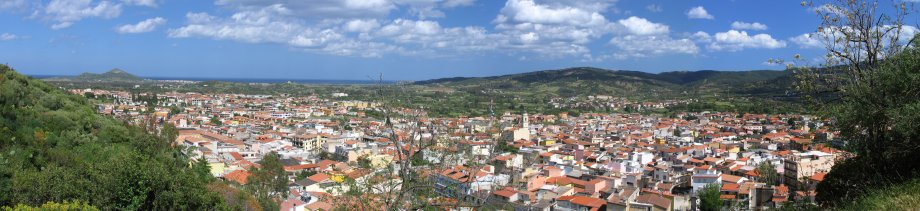
Siniscola

- Salvatore Sirigu, voetballer

Aritzo · Atzara · Austis · Belvì · Birori · Bitti · Bolotana · Borore · Bortigali · Desulo · Dorgali · Dualchi · Fonni · Gadoni · Galtellì · Gavoi · Irgoli · Lei · Loculi · Lodine · Lodè · Lula · Macomer · Mamoiada · Meana Sardo · Noragugume · Nuoro · Oliena · Ollolai · Olzai · Onanì · Onifai · Oniferi · Orani · Orgosolo · Orosei · Orotelli · Ortueri · Orune · Osidda · Ottana · Ovodda · Posada · Sarule · Silanus · Sindia · Siniscola · Sorgono · Teti · Tiana · Tonara · Torpè
1. ↑  https://demo.istat.it/?l=it.